# The Clean
The Clean sono un gruppo musicale fondato nel 1978 a Dunedin, in Nuova Zelanda, riconosciuto fra gli esponenti principali e più influenti del Dunedin sound.

## Storia del gruppo
Hamish e David Kilgour iniziarono a suonare e a scrivere insieme musica a Dunedin nel 1978, iniziando a costruire sonorità che risentivano di varie influenze: punk, pop minimalista, folk rock e psichedelia; oltre ai due fratelli (il primo alla batteria e il secondo alla chitarra) il gruppo comprendeva il bassista Peter Gutteridge, poi sostituito da Robert Scott. Il nome della band deriva da un personaggio del film Free Ride chiamato Mr. Clean. Il gruppo esordì nel 1981 con il singolo Tally Ho! che fu anche la seconda produzione dalla Flying Nun Records, etichetta musicale fondata da Roger Shepherd; il singolo entrò nella classifica Top 20 dei singoli della New Zealand. Dal 1981 al 1982 seguirono due EP e un singolo. Nel 1983, durante un periodo nel quale il gruppo non era in attività, venne pubblicato Odditties, una cassetta compilation con materiale inedito, al quale seguì un Extended play di brani registrati dal vivo, Live Dead Clean, nel 1986, e poi da una raccolta in vinile, Compilation e una seconda cassetta, Odditties 2, nel 1988.
Per la maggior parte degli anni ottanta il gruppo non fu comunque attivo e, durante questo periodo, i fratelli Kilgour collaborarono insieme a Peter Gutteridge a un diverso progetto, The Great Unwashed, col quale pubblicarono un album, Clean Out of Our Minds. Il progetto nacque con l'obiettivo dei singoli membri di dedicarsi a una sperimentazione più spinta ed eccentrica. Venne registrato anche un EP, Singles, pubblicato nel 1984, poco prima che il progetto venisse interrotto definitivamente.
Il gruppo, attivo dal 1978, non aveva ancora registrato un album completo anche perché non è mai stato un impegno a tempo pieno per i suoi membri, David Kilgour, Hamish Kilgour e Robert Scott, i quali seguono ciascuno di loro fu impegnato in altri progetti musicali come The Bats, Bailter Space e The Chills.
Il gruppo si riunì nel 1988 per una serie di concerti in New Zealand, Stati Uniti d'America ed Europa e, grazie alla pubblicazione negli USA della raccolta Compilation e alle radio dei college che la scoprirono, i Clean produssero il loro primo album, Vehicle, pubblicato nel 1990 dalla Rough Trade e registrato a Londra in pochi giorni. Seguirono poi Modern Rock nel 1994, Unknown Country nel 1996 e Getaway nel 2001. Nel 2003 venne pubblicata un album doppio antologico, Anthology, pubblicato dalla Merge Records, suscitando l'interesse negli USA e costruendosi una reputazione internazionale divenendo fonte di ispirazione per importanti gruppi rock americani degli anni novanta come Pavement e Yo La Tengo.
Nel 2009 venne pubblicato l'album Mister Pop seguito da un tour negli USA; altri tour si ebbero nel 2012 e nel 2014.

## Discografia
Cassette
- 1983 - Odditties (Cleano Productions)

Studio album
- 1990 - Vehicle
- 1994 - Modern Rock
- 1996 - Unknown Country
- 2001 - Getaway
- 2009 - Mister Pop

Singoli
- 1981 - Tally Ho! / Platypus (Flying Nun Records)
- 1982 - Getting Older / Scrap Music / Whatever I Do It's Right (Flying Nun Records)
- 1994 - Late Last Night / Psychedelic Clown (Dark Beloved Cloud)

Extended play
- 1981 - Boodle Boodle Boodle
- 1982 - Great Sounds Great, Good Sounds Good, So-So Sounds So-So, Bad Sounds Bad, Rotten Sounds Rotten!! (Flying Nun Records)

Live
- 1986 - Live Dead Clean (EP, Flying Nun Records)
- 1988 - In-A-Live (EP, Flying Nun Europe)
- 1988 - Odditties 2 (Flying Nun Records - cassetta split album con i The Great Unwashed)
- 2001 - Slush Fund (Arclife Records)
- 2003 - Syd's Pink Wiring System (Cleano Records)
- 2008 - Mashed (Arch Hill Recordings)

Compilation
- 1994 - Odditties (Flying Nun Records - nuova edizione dell'omonima cassetta del 1983; nuova edizione nel 2012)
- 1986 - Compilation (Flying Nun Records)
- 2002 - Anthology (Flying Nun Records, doppio CD)

Tributi
- 1998 - God Save the Clean (Flying Nun Records)

## Filmografia
- 1999: Scarfies, in cui si esibiscono suonando la canzone Tally Ho! in una performance all'Empire Tavern a Dunedin.

## Formazione
- Hamish Kilgour: batteria
- David Kilgour: chitarra
- Peter Gutteridge, poi sostituito da Robert Scott: basso